# Трумшайт
Тру́мша́йт (нем. Trumscheit, итал. tromba marina) — старинный струнный смычковый инструмент, по существу монохорд с резонатором. Известен в западной Европе с XV века, был распространён (в различных модификациях) до середины XVIII века.

## Термин
Один из ныне распространённых терминов для этого инструмента — tromba marina (букв. «морская труба»), скорее всего, обязан распространённой ошибке в латинском языке (maria vs. Maria). В Германии инструмент называли также Nonnengeige («скрипка для монахинь») и Nonnentrompete («труба для монахинь»), поскольку монахиням столетиями запрещали играть на подлинных духовых инструментах.

## Конструкция и техника игры

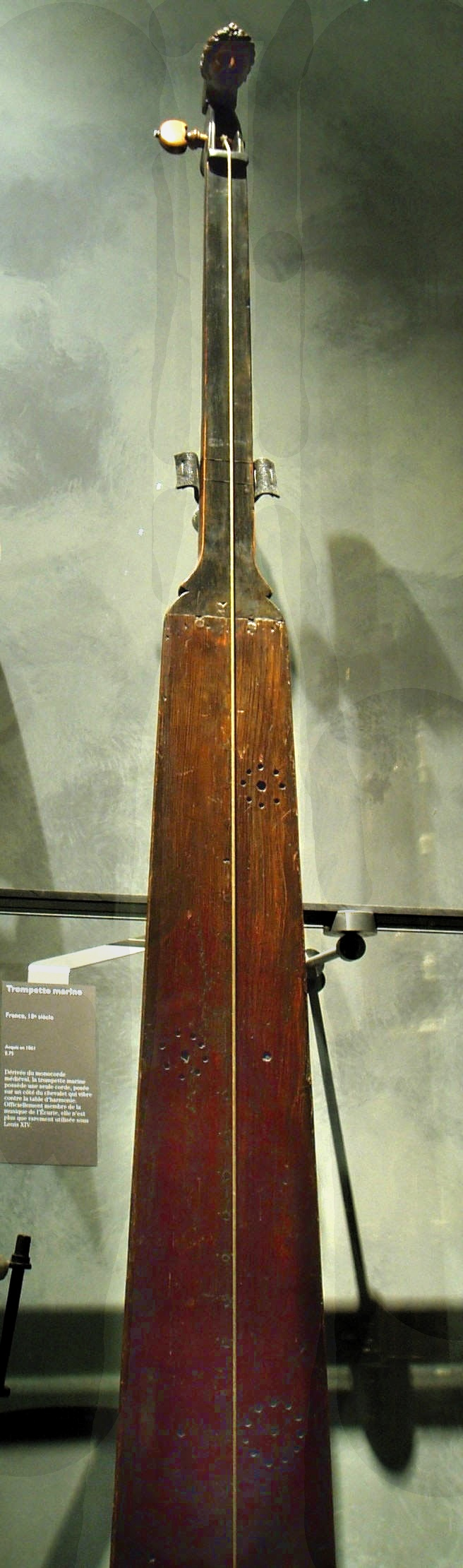
Трумшайт из Парижского музея музыки (артефакт XVIII века)

Размер трумшайта около двух метров. Инструмент снабжён одной струной, деревянным резонатором треугольной формы, коротким грифом без ладов. На трумшайте извлекают только гармоники натурального звукоряда как флажолеты, используя при этом большой палец. Специфический «жужжащий» призвук (отдалённо напоминающий трубу) флажолету придаёт вибрирующая подставка. Из прошлых эпох сохранилось более 180 аутентичных инструментов.

## Исторический очерк
Одно из первых художественных изображений трумшайта — на знаменитой картине Х. Мемлинга «Музицирующие ангелы» (1480-е годы; вторая фигура слева). Первое техническое описание трумшайта — под названием «тригон» (trigonia), а также «треугольный монохорд» (triangulum monochordum) — дал Глареан в «Додекахорде» (1547). Он приписал его германцам и галлам, живущим вблизи Рейна, которые якобы называли инструмент греческим словом «полено» (schiza). По Глареану, некоторые добавляли ещё одну — бурдонную — струну, звучащую октавой выше мелодической струны. Глареан также красочно описал вибрирующую подставку, сообщающую специфическое жужжание звуку трумшайта, и точно обозначил размеры инструмента. Позже трумшайт неоднократно обсуждался в книгах эпохи барокко — в том числе в знаменитых трактатах «Syntagma musicum» М. Преториуса и «Harmonie universelle» М. Мерсенна. Специальный очерк посвятил ему наиболее известный исполнитель на этом инструменте Жан-Батист Прен (1742). В середине XVIII века в связи с бурным распространением равномерной темперации трумшайт вышел из употребления.